# Olympische Jugend-Winterspiele 2024/Teilnehmer (Belgien)
| Gelbes Symbol für Goldmedaillen mit stilisierten Olympischen Ringen | Graues Symbol für Silbermedaillen mit stilisierten Olympischen Ringen | Braundes Symbol für Bronzemedaillen mit stilisierten Olympischen Ringen |
| ------------------------------------------------------------------- | --------------------------------------------------------------------- | ----------------------------------------------------------------------- |
| —                                                                   | —                                                                     | —                                                                       |

Belgien nahm an den Olympischen Jugend-Winterspielen 2024 in der südkoreanischen Provinz Gangwon mit 2 Athleten teil.

## Teilnehmer nach Sportart

### Shorttrack
| Athleten     | Wettbewerb | Vorläufe     | Vorläufe | Viertelfinale | Viertelfinale | Halbfinale    | Halbfinale    | Finale A/B    | Finale A/B    | Rang |
| Athleten     | Wettbewerb | Zeit         | Rang     | Zeit          | Rang          | Zeit          | Rang          | Zeit          | Rang          | Rang |
| ------------ | ---------- | ------------ | -------- | ------------- | ------------- | ------------- | ------------- | ------------- | ------------- | ---- |
| Männer       |            |              |          |               |               |               |               |               |               |      |
| Lowie Dekens | 500 m      | 47,879 s     | 4        | ausgeschieden | ausgeschieden | ausgeschieden | ausgeschieden | ausgeschieden | ausgeschieden | 28   |
| Lowie Dekens | 1000 m     | 1:41,848 min | 4        | ausgeschieden | ausgeschieden | ausgeschieden | ausgeschieden | ausgeschieden | ausgeschieden | 33   |
| Lowie Dekens | 1500 m     | —            | —        | 2:18,473 min  | 4             | 2:34,308 min  | 5             | ausgeschieden | ausgeschieden | 15   |

### Ski Alpin
| Athleten       | Wettbewerb   | Lauf 1  | Lauf 1 | Lauf 2  | Lauf 2 | Gesamt      | Gesamt |
| Athleten       | Wettbewerb   | Zeit    | Rang   | Zeit    | Rang   | Zeit        | Rang   |
| -------------- | ------------ | ------- | ------ | ------- | ------ | ----------- | ------ |
| Männer         |              |         |        |         |        |             |        |
| Christos Bouas | Riesenslalom | 52,27 s | 34     | 48,93 s | 33     | 1:41,20 min | 30     |
| Christos Bouas | Slalom       | 49,85 s | 29     | 54,12 s | 14     | 1:43,97 min | 15     |